# Corps Borussia Bonn

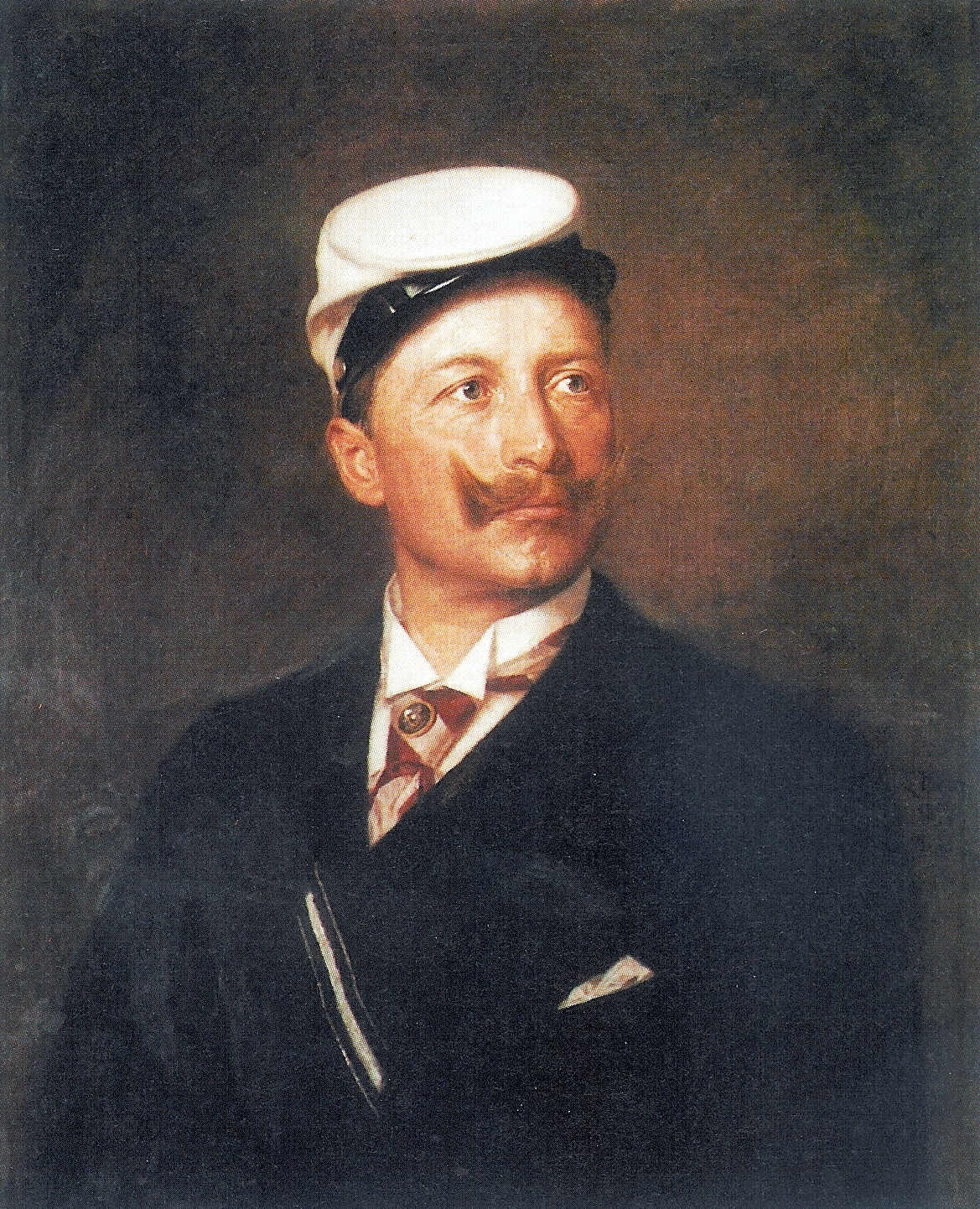
L'imperatore Guglielmo II di Germania con le insegne del Corps Borussia Bonn, dipinto di Ludwig Noster

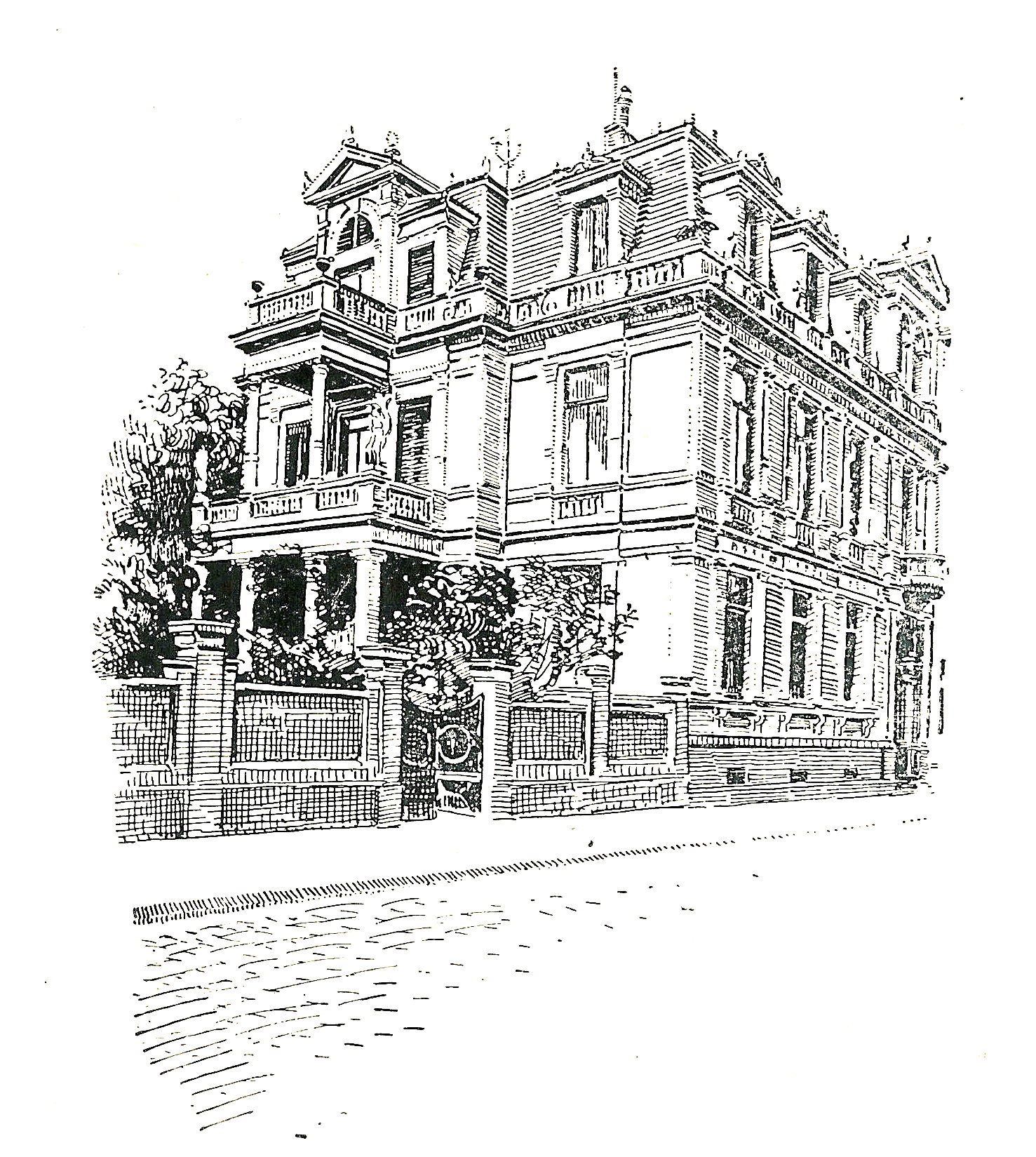
Sede del Corps Borussia Bonn

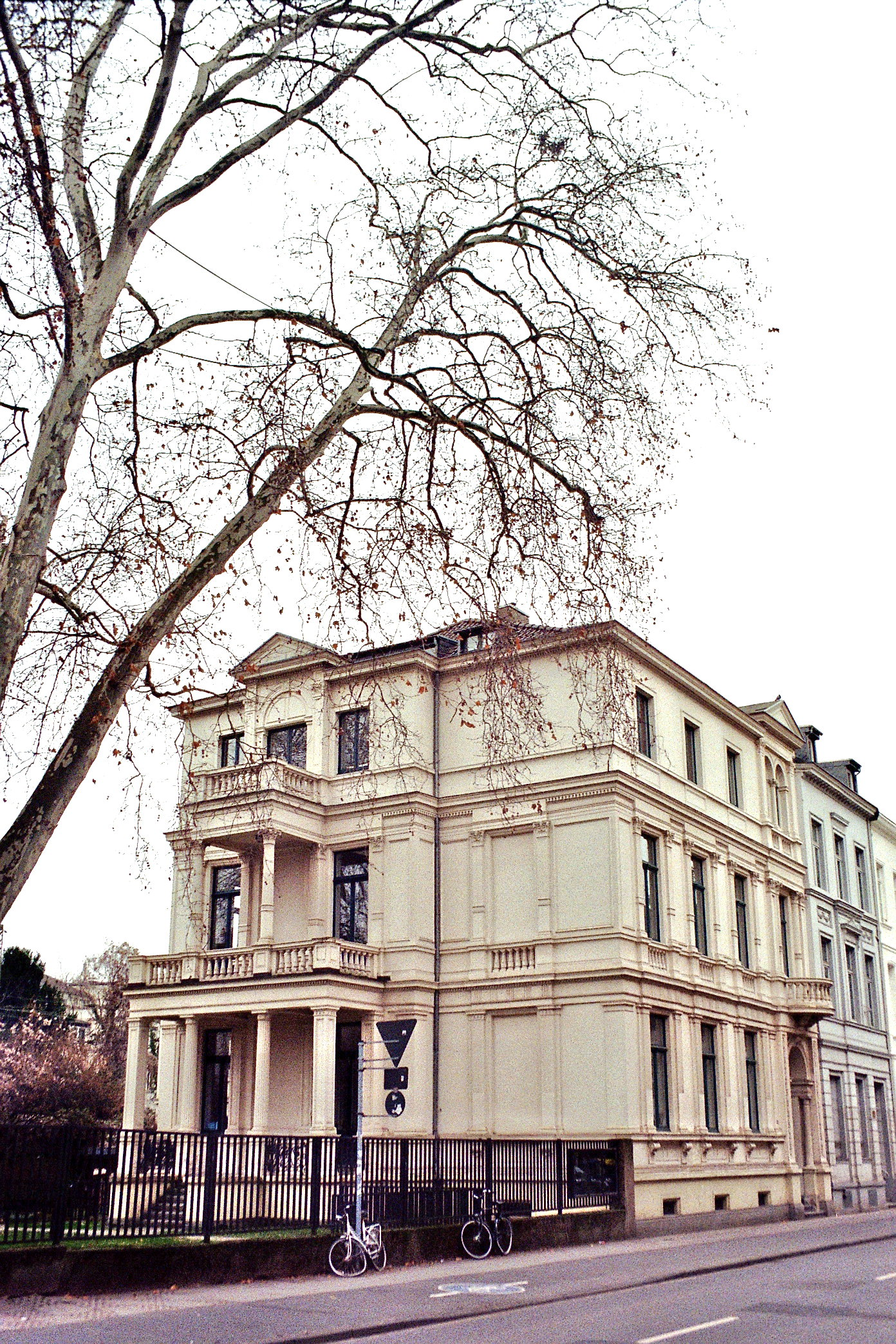
La sede del Corps Borussia Bonn nel 2011

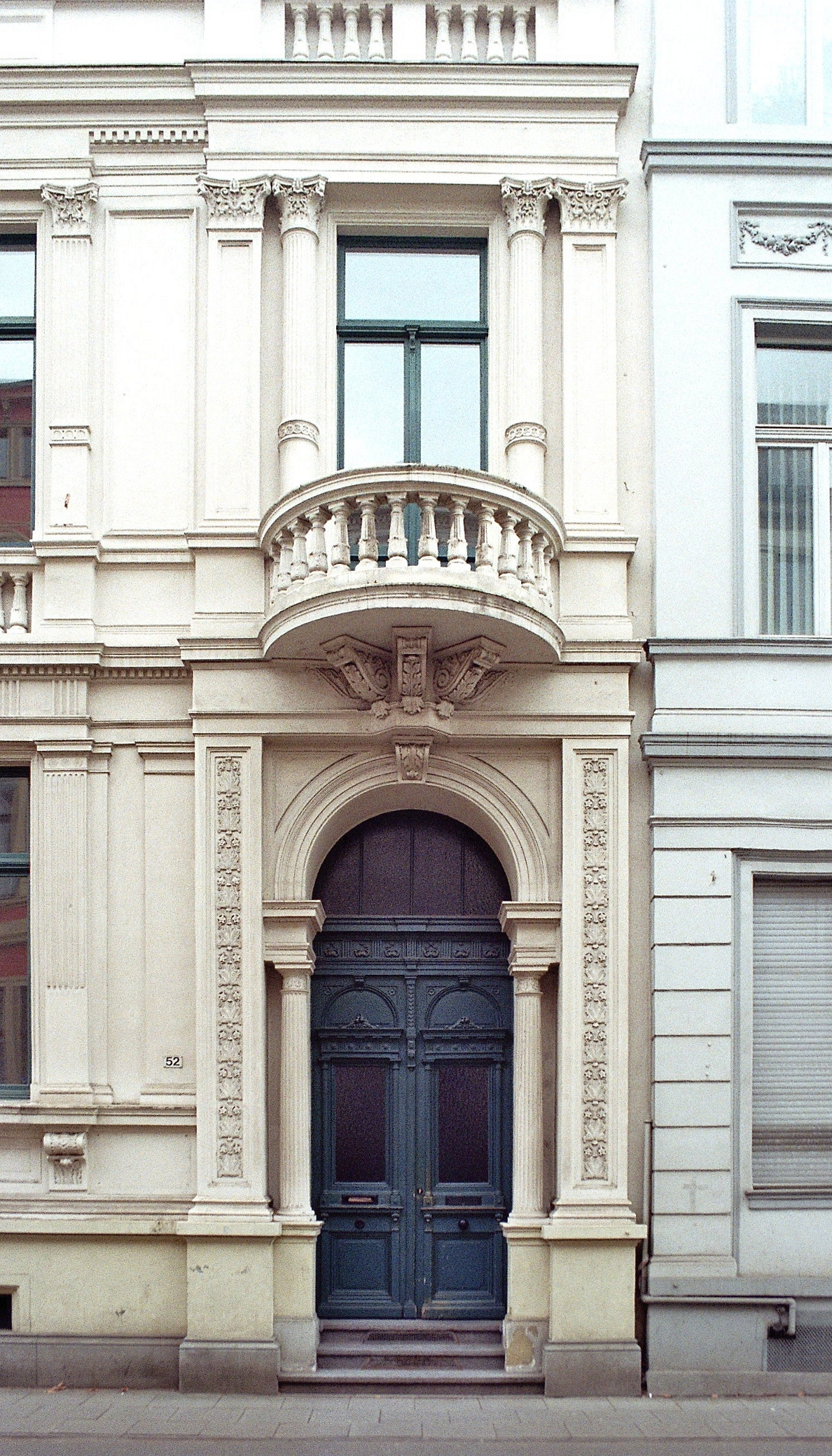
Il portale d'ingresso della sede del Corps Borussia Bonn presso la Kaiserstraße, n. 52

Il Corps Borussia Bonn è una delle più antiche confraternite studentesche universitarie della Germania. Essa riunisce gli studenti che hanno frequentato l'Università di Bonn. Come presso altre istituzioni del medesimo ambiente, anche nel Corps Boussia Bonn è previsto il mensur e l'uso del couleur.
I colori degli associati sono il bianco ed il nero. Il motto è VIRTUS FIDESQUE BONORUM CORONA! (in italiano: "La virtù e la lealtà sono la corona dei buoni!"). È associata alla Kösener Senioren-Convents-Verband.

## Storia
L'organizzazione venne fondata il 22 dicembre 1821 da studenti dell'Università di Bonn e venne associata al Kösener Senioren-Convents-Verband (KSCV) dal 1856.
Dalla metà del XIX secolo e sino alla prima guerra mondiale, i membri del Corps Borussia Bonn erano quasi tutti provenienti dalla nobiltà della Prussia e della Germania settentrionale. Molti furono anche i membri della casata reale prussiana che ne divennero membri, tra cui il più famoso è certamente l'imperatore Guglielmo II. Allo scioglimento del Corps nel 1935 l'organizzazione era composta da 11 membri della famiglia imperiale e da 52 membri di altre famiglie principesche. 
Con l'avvento del nazismo, il Corps Borussia Bonn divenne un elemento di resistenza alle nuove oppressioni e nel contempo di fedeltà alle antiche tradizioni della Germania, ma anche luogo di contraddizioni interne tra la fedeltà al governo e la fedeltà allo stato. Il corpo venne sciolto nel 1935 quando i suoi vertici organizzativi si rifiutarono di espellere i membri di fede ebraica che vi prendevano parte. Uno dei combattenti della resistenza del 20 luglio 1944 nonché membro del Kreisau Circle, Peter Yorck von Wartenburg, fu membro di questa organizzazione, così come l'ambasciatore tedesco negli Stati Uniti, Friedrich von Prittwitz und Gaffron, il quale si dimise dal suo incarico di ambasciatore dopo l'avvento di Hitler al governo. Altri personaggi invece come Friedrich-Karl von Zitzewitz, Kurt von Schröder o il principe Augusto Guglielmo di Prussia furono invece nazisti attivi.
L'associazione venne riabilitata nel 1949.

## Membri notabili delCorps Borussia Bonn

### Aristocratici e regnanti
- Federico II di Anhalt (1856-1918), duca di Anhalt
- Federico II di Baden (1857-1928), granduca di Baden
- Max Egon II zu Fürstenberg (1863-1941), proprietario, politico e aristocratico tedesco, stretto confidente del Kaiser Guglielmo II
- Federico Guglielmo d'Assia (1854-1888), langravio d'Assia-Kassel
- Ernesto II di Hohenlohe-Langenburg (1863-1950)
- Leopoldo IV di Lippe (1871-1949)
- Giovanni Alberto di Meclemburgo-Schwerin (1857-1920)
- Federico Francesco III di Meclemburgo-Schwerin (1851-1897)
- Federico Francesco IV di Meclemburgo-Schwerin (1882-1945)
- Giorgio Luigi di Oldenburg (1855-1939)
- Augusto Guglielmo di Prussia (1887-1949)
- Eitel Federico di Prussia (1883-1942)
- Federico Enrico di Prussia (1874-1940)
- Federico Guglielmo di Prussia (1880-1925)
- Gioacchino Alberto di Prussia (1876-1939)
- Oscar di Prussia (1888-1958)
- Guglielmo II (1859-1941), imperatore tedesco e re di Prussia
- Guglielmo di Prussia (1882-1951), principe ereditario
- Guglielmo di Prussia (1906-1940)
- Vittorio II di Ratibor, principe di Corvey (1847-1923), Presidente del Consiglio Superiore della Slesia
- Vittorio III di Ratibor, principe di Corvey (1879-1945)
- Enrico XXVII di Reuss-Gera (1858-1928), generale della cavalleria
- Carlo Edoardo di Sassonia-Coburgo-Gotha, duca di Albany (1884-1954)
- Giovanni Leopoldo di Sassonia-Coburgo-Gotha (1906-1972), principe di Sassonia-Coburgo-Gotha
- Guglielmo Ernesto di Sassonia-Weimar-Eisenach, (1876-1923), granduca
- Alfredo di Salm-Reifferscheidt-Dyck (1811-1888), colonnello e maresciallo prussiano
- Adolfo II di Schaumburg-Lippe (1883-1936)
- Ottone Vittorio II di Schönburg-Waldenburg (1882-1914)
- Giorgio Alberto di Schwarzburg-Rudolstadt (1838-1890), principe di Schwarzburg-Rudolstadt
- Federico di Wied (1872-1945), principe di Wied

### Ministri
- Herbert von Bismarck (1849–1904), primo ministro tedesco
- Karl Hermann Bitter (1813–1885), ministro delle finanze prussiano
- Petru Carp (1837–1919), boiardo di Moldavia, primo ministro rumeno nel 1911–1912
- Johann von Dallwitz (1855–1919), primo ministro dell'Anhalt
- Botho zu Eulenburg (1831–1912), ministro degli interni prussiano
- Wilhelm Freiherr von Gayl (1879–1945), primo ministro tedesco 1932–1933
- Albert von Goßler (1807–1869), primo ministro a Dessau
- Arved von Hahn (1872–1948), consigliere di stato russo, membro del consiglio provinciale di Curlandia
- Wilhelm von Hohenthal (1853–1909), ministro degli interni e degli esteri sassone
- Anton von Krosigk (1820–1892), primo ministro dell'Anhalt
- Alfred von Larisch (1819–1897), primo ministro del Sassonia-Altenburg e dell'Anhalt
- Frederic-Hans von Rosenberg (1874–1937), primo ministro tedesco 1922–1923
- Wulff von Scheel-Plessen (1809–1876), ambasciatore e ministro degli esteri danese
- Emanuel Ypsilanti (1877–1940), prefetto greco e ministro dell'interno

### Personalità del mondo della cultura
- Reimar von Alvensleben (n. 1940), agronomo
- Georg Berna (1836-1865), proprietario terriero, esploratore
- Joachim von Braun (n. 1950), economista agricolo
- Julius Friedländer (1813-1884), numismatico
- Wend von Kalnein (1914-2007), storico dell'arte e scrittore
- Hermann Karsten (1809-1877), professore di matematica e mineralogia, rettore dell'Università di Rostock
- Ernst Siegfried Kopke (1813-1883), filologo, direttore della Ritterakademie del Brandeburgo
- Karl Christian von Loesch (1880-1951), professore di etnologia
- Louis-François de Pourtalès (1823-1880), professore di geologia marina e biologia all'Università di Harvard, direttore del Museo di zoologia comparata
- René von Schöfer (1883-1954), architetto, professore di morfologia, teoria degli edifici, urbanistica e design
- Botho von Schwerin (1866-1917), elettrochimico
- Rudolf von Willemoes-Suhm (1847-1875), zoologo della spedizione Challenger
- Heinrich von Xylander (1904-1941), storico